# Thomas Rohloff
Thomas Rohloff (* 1961 in Berlin) ist ein deutscher Schauspieler.

## Leben
Schon während seiner Schulzeit beschäftigte Rohloff sich mit dem Puppentheater. Nach dem Abitur machte er einen kurzen Ausflug in die Medienforschung und Werbung. Neben dem Figurentheater interessierte er sich für Werbefilme und Musikvideos, entschied sich dann aber in den 1980er Jahren, seine Kreativität für seine Theaterarbeit zu verwenden und gründete das Pupparium. Es entstanden mehrere Inszenierungen teils als Auftragsarbeit für Kinder und Erwachsene. Neben der Theaterarbeit experimentierte er mit speziellen Animationstechniken für Film und Fernsehen.
In den 1990er Jahren wechselte seine Tätigkeit vom Theater mehr zur Fernsehtätigkeit. Ganzkörperfiguren und Klappmaulfiguren (Muppets) gehörten zum Aufgabengebiet. Drei Jahre lang moderierte er mit Ferdinand Friedmann die Auslandssendung Boulevard Deutschland von Deutsche Welle TV. In dieser Zeit wurde das Fernsehstudio für ihn zum zweiten Wohnzimmer. Im neuen Jahrtausend ist er nun als „Pixelspieler“ aktiv und vereint seine Animations- und Fernseherfahrungen zu audiovisuellen Installationen und Live-Auftritten in Performances und Theaterarbeiten. Seit Beginn spielt er die Figur des Koffers in der ZDF-Kinderserie Siebenstein.